# Eric Foreman
Pour les articles homonymes, voir Foreman.
Ne doit pas être confondu avec Eric Forman.
Eric Foreman est un personnage fictif de la série Dr House. Il est interprété par Omar Epps et est doublé dans la version française par Lucien Jean-Baptiste.

## Biographie du personnage
En tant que neurologue, Foreman est un membre de l'équipe de spécialistes sélectionnée par Gregory House pour travailler avec lui à l'hôpital fictif de Princeton-Plainsboro. Comme révélé dans une scène supprimée des Symptômes de Rebecca Adler (saison 1, épisode 1), Foreman est engagé par House trois jours avant les évènements se déroulant dans cet épisode. Il a étudié successivement à l'université Columbia puis à l'université Johns-Hopkins. On sait également qu'il avait à cette époque d'excellents résultats scolaires,.
On connait peu de choses du passé de Foreman. On sait néanmoins que sa famille n'était pas très aisée, et que ses parents vivent dans une maison de retraite. Foreman était également un délinquant juvénile : il a en effet volé des voitures et a cambriolé des maisons cossues avec son frère, qui l'a entraîné dans ses délits. House déclare d'ailleurs que c'est la principale raison pour laquelle il l'a embauché, dans la mesure où son passé lui permet d'identifier d'autres délinquants. Son père, Rodney, est profondément religieux et sa mère est atteinte de la maladie d'Alzheimer, ce qui semble être la raison pour laquelle il s'est spécialisé en neurologie. Son frère, Marcus, est incarcéré à Trenton pour une affaire de drogue, mais Eric a coupé les ponts avec lui, car selon lui « il a fini par devenir quelqu'un, et pas son frère ». Il a été libéré depuis.
Tout au long des trois premières saisons, Foreman se retrouve comparé à plusieurs reprises avec House : il porte les mêmes chaussures, ont des réactions semblables. S'il en rit au début, les événements suivants l'ont fait changer d'avis.
Ainsi, il se retrouve patient de House après que celui-ci l'a envoyé dans l'appartement d'un policier, admis pour euphorie inexpliquée et qu'il développe les mêmes symptômes que l'officier, se retrouvant en quarantaine avec lui. Il est près de la mort quand le diagnostic est posé après une biopsie de la matière blanche de son cerveau. L'opération ne laisse aucune séquelle neurologique, hormis quelques confusions et une perte de mémoire temporaire, qu'il fait tout pour effacer.  
Il a du mal à se remettre de la mort d'une patiente dans Mauvaises Décisions (saison 3 épisode 20). Il prétend « avoir agi comme House », et détester ça, opinion exacerbée lors de la ponction de moelle osseuse d'un enfant sans anesthésie dans Deux Frères (saison 3 épisode 21), ce qui le forcera à donner sa démission dans l'épisode suivant et à s'exécuter à la fin de la saison 3.
Il sera durant les 4 premiers épisodes de la saison 4 à l'hôpital Mercy de New York avant d'être licencié pour avoir agi comme House en passant outre aux directives et donnant les soins pour un diagnostic qu'il savait être bon, et de revenir au Princeton-Plainsboro après plusieurs entretiens infructueux.
Durant la saison 5, Foreman prouvera à House en menant en même temps deux cas, qu'il est apte à prendre un peu d'indépendance pour prendre part à des tests cliniques sur un traitement pour la chorée de Huntington, auquel il inscrira Numéro Treize, nouvelle membre de l'équipe de House, avec qui il entame une relation assez libérée. Cependant, quand il découvrira par accident qu'elle est sous placebo, il choisira de se compromettre et donnera le vrai médicament à sa petite amie, ce qui entraînera de graves complications médicales pour la jeune femme, et légales pour lui. Il se voit ainsi interdire la participation à toute étude clinique. Plus tard, le suicide de Lawrence Kutner le touchera profondément.
Quelques mois plus tard, alors que House revient de son séjour en hôpital psychiatrique, il profite de la démission du diagnosticien pour prendre sa place à la tête du service, mais il se retrouve rapidement seul, Taub démissionnant et numéro 13 licenciée à cause de l'incompatibilité entre leurs relations amoureuse et professionnelle. Il demande donc à Cuddy de rappeler Chase et Cameron, sans savoir que House revient également. L'équipe originelle est donc reformée, mais si Foreman en est le dirigeant officiel, c'est House qui s'impose. Il se retrouve de plus à gérer l'affaire Dibala, un tyran africain qui est mort des suites d'un traitement mortel à la suite d'un mauvais diagnostic, faussé par Chase. Il reçoit l'aide de House pour couvrir ses arrières. Quand House retrouve sa licence, il lui laisse la place de directeur, tout en se démarquant du reste de l'équipe (Taub, numéro 13, Chase) par un état d'esprit proche de son patron.
Après plusieurs mois, alors que House est incarcéré, Foreman prend la place vacante de doyen de l'hôpital, laissée après que Cuddy ait démissionné. Il propose ensuite à House une libération conditionnelle pour s'occuper d'un cas au diagnostic étrange, mais par manque de moyens, n'accorde qu'à House son bureau et une seule assistante, une étudiante en médecine au caractère bien trempé. Foreman s'avère assez méfiant, connaissant House depuis longtemps et donc ses méthodes. Cependant, il se montre bientôt assez fatigué de son nouveau rôle et Taub lui suggère de sortir avec quelqu'un. Il entreprend une liaison mais l'arrête aussitôt quand il se rend compte que la femme avec laquelle il sort est mariée. Il accepte finalement de libérer House de son bracelet de surveillance, mais celui-ci en profitera pour le faire chanter. Dans le milieu de la saison, Foreman devient de plus en plus un confident, allant jusqu'à aider Chase (qu'il n'aimait pas réellement au début de la série) puis à soutenir Wilson, victime de son cancer. Dans le dernier épisode, il découvre que House a simulé sa mort et demeure la seule personne (mis à part House lui-même et Wilson) à savoir qu'il est encore en vie.
Foreman aura été la personne la plus proche dans l'équipe à être considérée comme un ami par House même si cela ne sera jamais vraiment affirmé.

## Analyse du personnage
Foreman est vu par son interprète, Omar Epps, comme proche de House dans le sens où il est « possédé par cette même pulsion qui le pousse à résoudre l'énigme, seulement il ne prend pas le même chemin que House pour y parvenir ». Ancien jeune délinquant, il est poussé par sa volonté de se prouver qu'il est un homme bon, ce qui nourrit son ambition, et tente de s'éloigner de ses origines. Il réalisera au fur et à mesure qu'il tend à se rapprocher du mode de vie de House : seul, sans ami proche et avec pour seule passion son travail, ce qui le terrifie car selon lui, « le jeu n'en vaut pas la chandelle ». On ne lui connait que quatre relations amoureuses dans la série : une représentante d'un laboratoire pharmaceutique, une infirmière, Numéro 13, et une femme mariée.